# Fernando Benitez Aguirre
Fernando Benítez Aguirre (Nació San Juan Nepomuceno,  4 de junio de 1999) es un futbolista paraguayo, mediocampista actualmente en el Club Sportivo Luqueño de la Primera División de Paraguay. 

## Trayectoria
Fernando Benítez realizó las inferiores unos meses en el Club 30 de Agosto Santa Rosa Pindo'i de caazapa, luego ficha por el Sportivo Luqueño desde los 17 años disputando ya la categoría de reserva, para luego más tarde subiendo a la primera del equipo de Sportivo Luqueño hasta la Actualidad. 

## Clubes
| Club                  | País     | Año           |
| --------------------- | -------- | ------------- |
| Club 30 de Agosto     | Paraguay | 2017          |
| Club Sportivo Luqueño | Paraguay | 2017-presente |